# 切爾滕納姆猶太會堂
切爾滕納姆猶太會堂（英語：Cheltenham Synagogue）是英國英格蘭切爾滕納姆的一座猶太會堂，以其攝政風格外觀著稱。這座猶太會堂位於切爾滕納姆鎮中心的的猶太會堂巷（Synagogue Lane），靠近聖詹姆士廣場（St James's Square）。
尼古拉斯·佩夫斯納評價切爾滕納姆猶太會堂是「英國最佳非聖公會建築之一」。這座建築是英國的II*級登錄建築，並得到「英格蘭小型猶太會堂典範案例」的評價。

## 歷史
大約在1820年時，切爾滕納姆的猶太人開始在聖喬治場（St George's Place）至曼徹斯特徑（Manchester Walk）的入口租用空間，作為其最早的集會場所。這座猶太會堂在1837年7月25日舉辦奠基儀式。當時的切爾滕納姆是一個受歡迎的溫泉小鎮。但猶太會堂此後和切爾滕納姆同步陷入蕭條，並在1903年關閉。1939年，切爾滕納姆猶太會堂重新開業，並服務來自倫敦的被疏散者、納粹佔領區的難民和駐紮在附近基地的軍人，亦包括一些美國人。

## 建築
這座高雅的攝政風格建築由建築家威廉·希爾·奈特（William Hill Knight）設計，他也是切爾滕納姆公共圖書館（現在是切爾滕納姆藝術館和博物館）和蒙彼利埃徑的設計者。
切爾滕納姆猶太會堂的攝政風格正面以多立克柱式壁柱和三角楣飾為特徵。內部裝飾有格子天花板圓頂這一典型攝政建築特徵。在圓頂的中心，尼古拉斯·亞當（Nicholas Adam）設計的燈籠為猶太會堂提供了自然光。喬治風格的妥拉櫃和誦經台系重複利用倫敦新猶太會堂在1761年時的用品。當時倫敦新猶太會堂的會眾正在修建一座新建築，奉獻於1838年。將這些用品從倫敦搬到切爾滕納姆的費用有86英鎊。
倖存原始家具的眾多非凡特徵得到保留，包括長椅和講壇椅上的藤製裝飾，以及祈禱板。祈禱板之一是贖罪日祈禱板，另一祈禱板則為維多利亞女王祈禱。維多利亞女王的名字疊加在之前的英國君主上，其中最早的是喬治二世。

## 外部連結
- 官方网站
- Cheltenham Hebrew Congregation （页面存档备份，存于） on Jewish Communities and Records – UK （页面存档备份，存于） (hosted by jewishgen.org).